# 德爾恩弗利斯河
52°53′35″N 13°22′54″E / 52.892927°N 13.381797°E

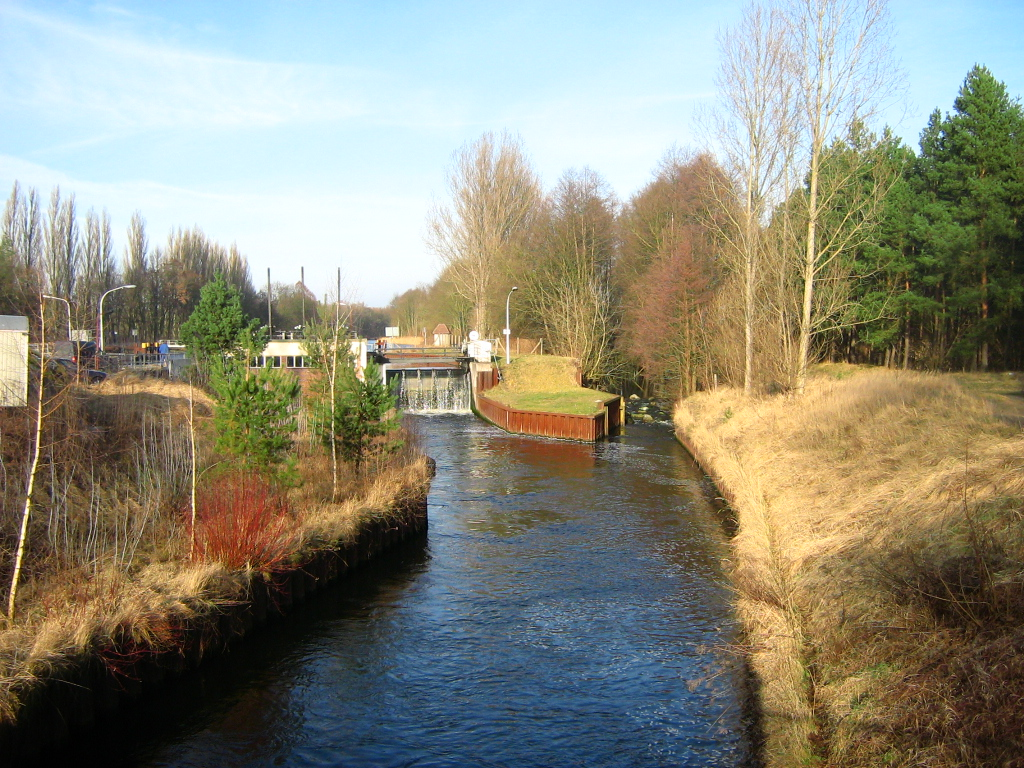
德爾恩弗利斯河

德爾恩弗利斯河（德語：Döllnfließ），是德國的河流，位於該國東北部，由勃蘭登堡州負責管轄，屬於哈弗爾河的左支流，河道全長44.4公里，流域面積226平方公里，發源自腓特烈斯瓦爾德以西1公里，河口處在利本瓦爾德附近。